# Хаймурзін Мансур Някіпович
Мансу́р Някіпович Хаймурзін (нар. 11 травня 1974, Макіївка, УРСР, СРСР) — колишній український футболіст і футзаліст. Футзальний тренер.

## Біографія
Батько Мансура відомий тренер Накіп Хаймурзін, тож він з самого дитинства привчав сина до футболу. Першою командою Мансура став СК «Донбас». Звідти він потрапив в донецький УОР, де тренувався і грав з однолітками 1974 р.н. Серед його партнерів були Сергій Ребров і Олександр Коваль. Після цього опинився у дублі донецького «Шахтаря». Через деякий час потрапив у самарські «Крила Рад». У Хаймурзіна був варіант продовжити кар'єру і залишитися в Росії, але для цього необхідно було змінити громадянство, тож він повернувся на батьківщину.
По приїзді додому отримав запрошення від донецької футзальної команди «Янус-Донбас», де й розпочав свою кар'єру у новому виді спорту. Перед чемпіонатом Європи 2001 року, на якому збірна України завоювала срібні нагороди, розглядався, як можливий кандидат на поїздку, але, у підсумку, опинився поза складом. 
Змінивши декілька клубів у 2005 році повернувся у рідну команду, яка встигла декілька разів змінити назву і виступала у Першій лізі, - «ДЮСШ-5-Аркада». З 2007 року став граючим тренером команди. По завершенні сезону 2009/2010 завершив ігрову кар'єру і сконцентрувався на тренерській роботі.
У 2010 році став володарем Суперкубка України з футзалу серед ветеранів старше 35 років у складі команди «Аякс» (Шахтарськ), один з голів записав на свій рахунок. 
Станом на початок сезону 2002/2003 провів у чемпіонаті України 208 матчів, у яких відзначився 132-ма голами, а в Кубку України зіграв 30 матчів і забив 11 голів.